# Irineu Protcenco

Mormântul lui Irineu Protcenco din cimitirul Mănăstirii Sihăstria.

Irineu Protcenco, din botez Ivan Protcenco (n. 8 mai 1888, satul Nova Pavlenko, din apropiere de orașul  Harkov, astăzi în  Ucraina - d. 23 august 1953, Mănăstirea Sihăstria) a fost un renumit pictor bisericesc român de origine ucraineană.

## Studii și viața în refugiu
Irineu Protcenco s-a născut la data de 8 mai 1888, în satul Nova Pavlenko, din apropierea orașului Harkov (astăzi în Ucraina), primind la botez numele de Ivan. Provenea dintr-o familie de nobili (părinții săi se numeau Samson și Evdochia). Tânărul Ivan a fost atras de mic copil de pictură, specializându-se în realizarea de portrete.
După cum afirma părintele Paisie Olaru de la Mănăstirea Sihăstria care l-a cunoscut, Ivan dorea să picteze și icoane, dar nu reușea să zugrăvească chipurile sfinților. O călugăriță i-a oferit o rețetă care l-a ajutat să-și îmbunătățească tehnica de lucru. "Dacă vrei să pictezi icoane frumoase, să te spovedești mai des, să postești, să te rogi mai mult și vei picta icoane a căror frumusețe nu este din lumea aceasta". Tot părintele Paisie afirmă în cartea sa că Ivan Protcenco a respectat îndemnul călugăriței: nu mânca niciodată până la orele 15-16 ale zilei, ținea post negru și se ruga permanent. În timp ce picta, el nu vorbea cu nimeni și nu accepta să se vorbeasă nici sub schele, în biserică. Părintele Paisie își amintește că a urcat odată pe schele, pentru a-l vedea de aproape cum pictează, iar Protcenco i-a spus următoarele: "Dacă ai venit, eu nu mai pot picta!" și se pregătea să coboare de pe schele .
Ivan Protcenco a urmat studii la Școala de arte din Kiev, devenind unul dintre cei mai cunoscuți pictori bisericești din Ucraina. Ca lucrare de licență a avut pictarea bisericii Mănăstirii Suruceni, evidențiată cu mențiunea "magna cum laude". S-a căsătorit, a avut trei copii și a luptat în Armata țaristă (albă) în timpul Primului Război Mondial. În război, el și-a pierdut un ochi și a fost obligat să picteze restul vieții având un singur ochi. Toți cei trei copii i-au murit de tifos, iar soția l-a părăsit.
După război, fiind de origine nobilă, a fost nevoit să se refugieze la Chișinău (în Basarabia) pentru a fugi de persecuțiile comuniștilor bolșevici. Nu mai avea nici avere și nici familie și a trebuit să se întrețină pictând portrete ale oamenilor importanți ai vremii, după cum afirmă arhim. Bartolomeu Florea. În Basarabia, el s-a recăsătorit cu  o ucraineancă, Pelaghia Scobiciova (născută la 1 octombrie 1891, din părinții Petru și Evdochia).
Odată cu anexarea Basarabiei de către URSS în iunie 1940, Ivan Protcenco s-a refugiat peste Prut, în România. Neavând acte, el a fost ajutat de un călugăr de la Schitul Darvari din București, Nicanor Bica, căruia îi picta icoane, locuind în capitală și apoi în casa unui credincios din localitatea Afumați. Egumenul Cleopa Ilie de la Mănăstirea Sihăstria a văzut una dintre icoanele pictate de Protcenco și, recunoscând talentul pictorului, s-a dus la București să-l cunoască. Cei doi s-au întâlnit în toiul unei nopți, într-o casă dărăpanata din apropierea Bucureștilor, iar părintele Cleopa l-a ajutat să-și facă acte (cu ajutorul arhimandritului Teofil Pandele, prietenul egumenului care lucra la Ministerul Cultelor) și l-a adus la Mănăstirea Sihăstria, împreună cu soția acestuia.

## Perioada șederii la Mănăstirea Sihăstria

Icoana "Tânguirea Maicii Domnului" pictată de Irineu Protcenco la Mănăstirea Sihăstria.

Ivan Protcenco a adus cu el la Sihăstria icoanele Catapetesmei, care erau deja pictate (se pare, cu destinația Muntele Athos) și celebra icoana Axionita, care se află acum în Paraclis. La scurtă vreme după sosirea la mănăstire, i s-a cerut să picteze o icoană, "de probă". După ce s-a rugat mult la Maica Domnului, el a pictat celebra icoană Tânguirea Maicii Domnului. După cum mărturisea părintele Paisie Olaru, Maica Domnului i s-a arătat în vis și i-a mulțumit pentru felul în care a pictat-o .  Înainte ade a se apuca de pictat, el citea Viețile sfinților și se ruga.
Ivan Protcenco a pictat la Mănăstirea Sihăstria timp de șase ani (1947-1953), neavând în acest timp nici un ucenic și preferând să lucreze singur. Era ajutat uneori de arhimandritul Ioanichie Bălan, ucenic pe atunci la mănăstire, care își amintea următoarele: Eu îi cumparam vopsele și îi preparam uleiul. Îi dădeam la mână materialele. Aveam 20 de ani și îl ajutam, el fiind pe schelă. Interesant, în timp ce el lucra, soția lui, Pelaghia, se ruga. Citea o psaltire pe zi, iar el stătea pe schela. Nu mânca nimic de dimineață până pe la trei după-amiază: "Părinte, dacă mănânc, eu nu mai pot să pictez în ziua aceea. Deci, eu trebuie să postesc ca să pot lucra..." Numai cu post a pictat. Ea se ruga la chilie și el era pe schelă. Dacă intra cineva în biserică, nu mai putea picta. Se oprea, chiar de nu știa cine este. Am înțeles, pe urmă, că avea rugăciunea inimii. Rugăciunea de taină, ce lucrează în interior, în inimă, mistic, ca să zic, și în această atmosferă de rugă și de însingurare, dar, în același timp, de unire cu Hristos, el picta" .
Pictorul prepara culorile din petale de flori și din unele plante sau chiar din rugină. Rugina era frecată pe piatră și pusă în ulei de in, culoarea rezultată fiind folosită mai ales pentru pictarea umbrelor. După ce termina de pictat, mânca și se ducea să se odihnească în liniște în cimitirul mănăstirii, unde avea banca lui, pe care ceilalți călugări o numeau "banca pictorului". Vorbea foarte puțin și se ridica de pe bancă atunci când cineva se apropia de el. Cunoscutul duhovnic Paisie Olaru mărturisea că îl pomenea permanent în rugăciunile sale .

## Călugărirea și moartea sa
Bolnav sever de plămâni și de inimă și cu un singur ochi și simțindu-și aproape sfârșitul, Ivan Protcenco a cerut în luna august a anului 1953 să fie călugărit și tuns "în schima cea mare" cu numele de Irineu, eveniment ce a avut loc chiar lângă icoana Prea Curatei pictate de el. A trecut la cele veșnice a treia zi după călugărie, la data de 23 august 1953. A fost înmormântat în cimitirul mănăstirii, în spatele mormântului starețului Ioanichie Moroi.

Icoana "Ecce Homo" pictată de Irineu Protcenco la Mănăstirea Sihăstria.

Soția sa, Pelaghia, a rămas ca soră la Mănăstirea Sihăstria, pictorul punând această condiție când a venit acolo. A dus o viață chinuită, mărtusind uneori: "Nu știți ce înseamnă să trăiești printre străini, în țară străină". În primăvara anului 1980, simțindu-se din ce în ce mai rău, a cerut și ea să fie călugarită și a primit numele monahal de Pelaghia. La fel ca și soțul ei, la trei zile după călugărie, a rugat să fie chemat părintele Cleopa, că nu mai are mult de trăit. Acesta a spovedit-o și apoi a venit în biserică, la Sfânta Liturghie, unde la sfârșitul Vohodului mare, din pragul bisericii, duhovnicul a strigat: "Pomeniți-o și pe maica Pelaghia, că s-a dus la Rai" . Maica Pelaghia a fost înmormântată și ea în cimitirul mănăstirii.
După cum își amintea arhimandritul Ioanichie Bălan într-un film de televiziune inchinat pictorului, aflăm următoarele: "După câteva zile de la moartea lui, vine o femeie străină. N-o știa nimeni. Și întreabă: aici e Mănăstirea Sihăstria? Da, i se răspunde. Zice, mai departe: Aici a trăit un pictor Protcenco? Da, i se spune. Așa-i c-a murit. Unde-i îngropat? În cimitir. Unde-i cimitirul? Uite, pe dealul acela. Nimeni nu i-a dat importanță. O femeie bătrână și străina. S-a dus la cimitir și a început să plângă. Era femeia lui dintâi. Plângea ca un copil: "Eu te-am înșelat, eu te-am lăsat, eu sunt o criminală." Vorbea singură cu acea cruce de la căpătâiul lui. A plecat apoi în drumul ei. Se pare că a murit la Vatra Dornei, înainte de 1990 .
În prezent, icoanele pictate de schimonahul Irineu Protcenco se află în paraclisul Mănăstirii Sihăstria, la Catedrala Patriarhală din București, Catedrala Mitropolitană din Iași, Schitul Darvari, Schitul Icoana Nouă, Mănăstirea Crasna, bisericile din Grințieș, Pipirig și Rădășeni. Unele dintre icoane au fost împodobite cu foiță de aur, cu gravuri și chenare în email, tehnică denumită "cicanca". Printre bisericile pictate de el menționăm Paraclisul "Sf. Ioachim și Ana" de la Sihăstria, Biserica Ciuflea din Chișinău, Catedrala din Chilia Nouă, Paraclisul Seminarului din Ismail, un paraclis la Mănăstirea Chițcani ș.a.
Arhimandritul Timotei Aioanei povestește într-un articol că însoțindu-l pe arhimandritul Sofian Boghiu, cunoscut pictor bisericesc la pictarea unei biserici din satul Slatina, numit și Drăceni din județul Suceava, acesta a văzut în biserica parohială o icoană a Maicii Domnului pictată de Irineu Protcenco. Părintele Sofian i-a cerut preotului paroh îngăduința de a avea icoana în chilia lui mai mult timp pentru a-l inspira în realizarea picturii, încercând să realizeze chiar o copie. După mai bine de un an i-a restituit icoana preotului, mărturisindu-i acestuia următoarele: „Am încercat, dar n-am reușit. Cine se poate pune cu marele Irineu Protcenco...“.